# Tsivoka peyrierasi
Tsivoka peyrierasi là một loài bọ cánh cứng trong họ Cerambycidae.